# Alpena (Arkansas)
Alpena è una città dell'Arkansas che si estende nelle contee di Boone e di Carroll. Nel censimento del 2010 risultava avere una popolazione di 392 abitanti (319 nella contea di Boone, 73 in quella di Carroll), con una densità abitativa di 112,95 abitanti per km².

## Geografia fisica
Alpena si trova alle coordinate 35°17′37″N 93°17′46″W.
Alpena ha una superficie totale di 3,47 km² dei quali 3,46 sono di terra ferma e 0,02 km² sono di acqua.